# مانیلا (کالیفرنیا)
مانیلا (به انگلیسی: Manila) یک منطقهٔ مسکونی در ایالات متحده آمریکا است که در شهرستان هامبولت، کالیفرنیا واقع شده‌است. مانیلا ۱٫۸۲۳ کیلومتر مربع مساحت و ۷۸۴ نفر جمعیت دارد و ۴ متر بالاتر از سطح دریا واقع شده‌است.